# Bithia sibirica
Bithia sibirica là một loài ruồi trong họ Tachinidae.